# اوسوالد لینتس
اوسوالد لینتس (انگلیسی: Oswald Lints؛ زادهٔ ۱۸۹۴  - درگذشته نامشخص) سوارکار اهل بلژیک بود.
وی در مسابقات کشوری و بین‌المللی در مجموع برندهٔ ۱ مدال برنز شده‌است.